# Sinlabajos
Sinlabajos è un comune spagnolo di 215 abitanti situato nella comunità autonoma di Castiglia e León.